# Haeckeliania atra
Haeckeliania atra är en stekelart som beskrevs av Alexandre Arsène Girault 1938. Haeckeliania atra ingår i släktet Haeckeliania och familjen hårstrimsteklar. Inga underarter finns listade i Catalogue of Life.